# Frankrike i olympiska vinterspelen 2006
Frankrikes OS-trupp vid Olympiska vinterspelen 2006

## Medaljer
|           | Guld | Silver | Brons | Total |
| --------- | ---- | ------ | ----- | ----- |
| FRANKRIKE | 3    | 2      | 4     | 9     |

### Guld
- Antoine Dénériaz - Alpin utförsåkning: Störtlopp
- Florence Baverel-Robert - Skidskytte: 7,5 km sprint
- Vincent Defrasne - Skidskytte: Jaktstart

### Silver
- Joël Chenal - Alpin utförsåkning: Storslalom
- Roddy Darragon - Längdskidåkning: Sprint

### Brons
- Sandra Laoura - Freestyle: Puckelpist
- Paul-Henri Delerue - Snowboard: Boardercross
- Julien Robert, Vincent Defrasne, Ferréol Cannard och Raphaël Poirée - Skidskytte: Stafett 4 x 7,5 km
- Delphyne Peretto, Florence Baverel-Robert, Sylvie Becaert och Sandrine Bailly - Skidskytte: Stafett 4 x 6 km